# Танимбарская мухоловка
Танимбарская мухоловка (Ficedula riedeli (лат.)) — вид птиц из семейства мухоловковых. Подвидов не выделяют.

## Таксономия
Иногда рассматривается как подвид Ficedula dumetoria. При этом молекулярные исследования свидетельствуют в пользу более близкого родства с Ficedula platenae.

## Распространение
Обитают на островах Танимбар. Естественной средой обитания являются субтропические или тропические влажные леса, как равнинные, так и горные. Виду угрожает потеря естественной среды обитания.

## Описание
Длина тела 11-12 см. Клюв относительно большой. У самцов имеются длинная, относительно широкая белая «бровь» и чёрная «корона».

## Охранный статус
МСОП присвоил виду охранный статус LC.